# Holstenniendorf
Holstenniendorf (niederdeutsch: Holstennindörp) ist eine Gemeinde im Kreis Steinburg in Schleswig-Holstein.

## Geografie

### Geografische Lage
Das Gemeindegebiet von Holstenniendorf erstreckt sich im Bereich der naturräumlichen Haupteinheit Heide-Itzehoer Geest an der Mündung des in ost-westlicher Orientierung das Gemeindegebiet durchziehenden Besdorfer Baches in das erste Teilstück der Holstenau. Die nördliche Gemeindegrenze wird (teilweise) durch den Bach Iselbek abgebildet. Dort befindet sich das NATURA 2000-Schutzgebiet FFH-Gebiet Iselbek mit Lindhorster Teich.

### Gemeindegliederung
Siedlungsgeografisch gliedert sich die Gemeinde in die beiden Wohnplätze des namenstiftenden Dorfes und (anteilig) die Häusergruppe Hohenhörn (hauptsächlich der Teil östlich des Nord-Ostsee-Kanals).
Auch Steinhude und Dämm liegen im Gemeindegebiet.

### Nachbargemeinden
Direkt angrenzende Gemeindegebiete von Holstenniendorf sind:
|                        | Bendorf                                     | Besdorf |
| Dückerswisch, Eggstedt | Kompassrose, die auf Nachbargemeinden zeigt |         |
| Hochdonn               | Gribbohm, Bokelrehm                         |         |

## Politik

### Gemeindevertretung
Bei der Kommunalwahl am 14. Mai 2023 wurden insgesamt neun Sitze vergeben. Von diesen erhielt die Absolut unabhängige Wählergemeinschaft Holstenniendorf fünf Sitze und die Absolut Allgemeine Wählergemeinschaft erhielt vier Sitze.

### Wappen
Blasonierung: „Von Silber und Blau durch eine abgeschrägte Scharte geteilt, oben unter einem schmalen blauen Wellenbalken drei in der Stellung 1,5 : 2 nebeneinander stehende giebelständige rote Häuser, unten zwei gekreuzte silberne Ähren.“
Die gekreuzten Ähren im Schildfuß des Wappens weisen auf die landwirtschaftliche Prägung des Dorfes hin. Durch den Bau des Nord-Ostsee-Kanals wurde das Gemeindegebiet geteilt. Gleiches gilt für den Verlauf der Holstenau, den nördlichen Grenzfluss der Gemeinde. Hier endete früher das Holstein. Das abstrahierte Profil des Kanals und der Wellenbalken im Schildhaupt sollen an diese einschneidenden wasserbaulichen Maßnahmen erinnern, die zu ganz erheblichen Veränderungen des dörflichen Lebens führten. Die drei stilisierten Häuser beziehen sich auf den Namen der Gemeinde Holstenniendorf: Nindorf = zum neuen Dorf. Sie sollen sowohl die Wohnhäuser der Gemeinde als auch die Gebäude, die dem Handwerk und Gewerbe dienen, symbolisieren.

## Wirtschaft und Infrastruktur

### Verkehr
Im motorisierten Individualverkehr führen die schleswig-holsteinische Landesstraßen 131 und 132 durch das Gemeindegebiet. Erstgenannte führt in Nord-Süd-Richtung durch das Gemeindegebiet (einschl. der Dorflage) und bindet im Norden den Verkehr an die Bundesautobahn 23 an der Anschlussstelle Hanerau-Hademarschen (Nr. 6) an. In der Dorflage zweigt gen Nordwesten die L 132 in Richtung Hohenhörn ab.

### Tourismus
An der Grenze zu Hochdonn liegt mit Klein-Westerland die einzige Badestelle am Nord-Ostsee-Kanals. In unmittelbarer Nähe befindet sich der gleichnamige Zeltplatz.